# 三宅重利
三宅 重利（みやけ しげとし、天正9年（1581年） - 寛永14年11月14日（1637年12月30日））は、安土桃山時代から江戸時代の武将。肥前唐津藩士で、富岡城代。幼名は師、与平次。通称は藤兵衛で、三宅藤兵衛として知られる。

## 概要
父は明智光春（秀満、光慶、旧称・三宅弥平次（左馬助））、母は明智光秀の娘（細川ガラシャの姉、お藤とも）と伝わっている。
天正10年（1582年）、本能寺の変の時は勝竜寺城の留守居役だったが、家臣の三宅六郎太夫（あるいは姥）に抱かれて京都に逃れ、父の知り合いである町人・大文字屋のもとで育った。12歳で鞍馬寺に入るも、翌年には叔母の細川ガラシャ（秀林院）を頼って細川氏領国の丹後に移り、以後細川家の庇護を受けた（のち三宅与助と名を改め、300石を遣わされた）。
のちに細川家を辞去し、父・明智秀満の元家臣であった天野源右衛門（安田国継（安田作兵衛）が改名）の縁により300石で唐津藩（寺沢家）初代藩主の寺沢広高に仕えた。元和7年（1621年）には2代藩主寺沢堅高によって唐津藩の飛地であった天草を統括する富岡城の城代に取り立てられた（知行は計1万500石）。
元はキリシタンだったが棄教し、寛永14年（1637年）の島原の乱では富岡城代として天草四郎率いる一揆勢と戦った。しかし、本渡での戦いに敗れて敗走し、のち自刃した。首は一揆勢によって獄門に処されたという。
妻は妻木範煕の娘で、子に三宅重元（藤右衛門）、重信（吉田庄之助）、重豊（加右衛門）、重行（新兵衛）らがいる。重元は寛永20年（1643年）細川光尚に召し抱えられ、以後は熊本藩細川家の重臣として幕末まで続いた。